# Payudan Daleman
Payudan Daleman is een bestuurslaag in het regentschap Sumenep van de provincie Oost-Java, Indonesië. Payudan Daleman telt 3078 inwoners (volkstelling 2010).